# Старовижівський професійний ліцей
Старовижівський професійний ліцей— заклад професійної освіти в смт. Стара Вижівка Волинської області.

## Історія
У 1978 році на базі Волинського обласного об’єднання «Сільгосптехніка» було створено сільське середнє професійне училище № 6, яке готувало трактористів та слюсарів. 1984 року воно було реорганізане у Старовижівське професійно-технічне училище № 26.
У 1989 році училище розпочинає підготовку електромонтерів, а 1991 року — електрогазозварників та кухарів. У 1993 році почалась підготовка спеціалістів для ведення фермерського господарства, і влітку 1996 року за домовленістю з Асоціацією німецьких фермерів учні закладу проходили практику на фермах Німеччини. 
У 2003 році в училищі почалась підготовка робітників фермерського господарства та кухарів-кондитерів
2004 року заклад було реорганізовано у Старовижівський професійний ліцей. З того ж року ліцей співпрацює з Волинським обласним центром зайнятості з перепідготовки безробітного населення.
За роки існування заклад підготував понад 7,5 тис. кваліфікованих робітників.

### Керівники
- Михалевич Тимофій Климович (1978—1982)
- Жилка Василь Петрович (1982—1985)
- Семенюк Володимир Іванович (1985—2010)
- Хлапук Анатолій Віталійович (2010 — поточний час)

## Освітня підготовка
У ліцеї проводиться підготовка на базі базової середньої освіти електромонтерів з навичками водіння, електрогазозварників з навичками водіння, кухарів-кондитерів, а на базі повної середньої освіти — трактористів-водіїв, мулярів-штукатурів та слюсарів з ремонту автотранспорту.
Після закінчення навчання у ліцеї випускники можуть продовжити навчання в ряді вищих навчальних закладів України 
Підготовку учнів здійснюють 14 вчителів, в т. ч. 3 них відначені нагрудним знаком «Відмінник освіти України»

## Матеріально-технічна база
- Навчальний корпус (загальна площа 1482,0 м².)
- навчально-виробничі майстерні (загальною площею 2332,0 м².)
- 18 навчальних кабінетів
- 8 лабораторій
- 5 майстерень
- навчальний полігон
- автодром
- спортивний та актовий зали, бібліотека, їдальня
- гуртожиток на 450 місць
- навчальне господарство (площа 84,01 га)

Ліцей має стадіон, працює ряд гуртів художньої самодіяльності та спортивних секцій.

## Дирекція
- Хлапук Анатолій Віталійович — директор
- Пахолюк Олександр Володимирович - заступник директора з Навчально-виробничої частини
- Письменна Наталія Миколаївна — заступник директора з Навчально-виховної роботи
- Волох Любов Іванівна — завідувач загальноосвітньою підготовкою
- Півень Василь Михайлович — старший майстер

## Випускники
- Тишик Юрій Анатолійович (1991—2019) — старший солдат Збройних сил України, учасник російсько-української війни.